# Wright Flyer II
Pour les articles homonymes, voir Wright et Flyer.
Le Flyer II est le deuxième aéroplane réalisé en 1904 par les frères Wright.

## Historique
Le 15 septembre 1904, à Huffman Prairie dans l'Ohio, Wilbur Wright réussit à effectuer avec le Flyer II un virage contrôlé (c'est-à-dire équilibré, en penchant l'avion, et non dérapé) en vol ; c'est le premier vol attesté en circuit fermé. Il parcourt 1 240 mètres en 1 min 36 s, le 20 septembre 1904, en présence de plusieurs témoins, dont Amos Root (en), propriétaire d'un journal local.

### Technique
L'aile a été modifiée (le dièdre négatif a été supprimé), la puissance du moteur est passée de 12 à 15 ch. L'appareil qui n'a pas de roues n'est toujours pas assez puissant pour décoller tout seul si le vent de face n'est pas assez fort. Il est donc lancé à l'aide d'une catapulte, la poussée étant fournie par la chute d'une masse de 800 kg remontée au préalable à l'aide d'un palan.